# Opel Kadett A
La Kadett A è la prima generazione della Kadett (tolta la vecchia generazione degli anni '30) ed è un'autovettura di fascia medio-bassa prodotta dal 1962 al 1965 dalla Casa automobilistica tedesca Opel.

## Profilo e storia

### Genesi e debutto
Lo scenario in cui venne concepita la Kadett A era quello di una Germania che progressivamente stava tornando alla motorizzazione di massa e stava cercando di lasciarsi alle spalle le follie della guerra terminata non da molto. A metà anni '50 il Maggiolino stava ottenendo consensi enormi e per chi aveva meno possibilità economiche stavando avendo un certo successo anche le bubble-car come la Heinkel Kabine o la BMW Isetta. La Opel aveva invece una gamma composta da vettura di fascia media (Olympia Rekord) o alta (Kapitän), vetture di successo, in particolare nel segmento medio, ma non in grado di garantire quei grandi volumi di vendita che una Casa automobilistica in forte crescita richiedeva. Per questo, si profilò l'esigenza di una vettura di fascia più bassa che potesse contrastare il dominio del Maggiolino nel mercato tedesco e non solo. Fu così che nel 1957 venne avviato anche il progetto relativo alla nuova vettura, che avrebbe dovuto essere più compatta dei modelli in listino e dotata di un piccolo motore intorno al litro di cilindrata.
Il grosso problema stava nel fatto che lo stabilimento di Rüsselsheim stava già lavorando a pieno regime per produrre Olympia Rekord e Kapitän, per cui non sarebbe stato sufficiente investire semplicemente per un nuovo progetto, ma anche per un nuovo stabilimento. Purtroppo, la zona intorno a Francoforte, di cui Rüsselsheim faceva parte, era già sovrasfruttata e gli operai specializzati erano difficili da trovare, per cui venne scartata l'ipotesi di costruire un nuovo stabilimento nei dintorni del primo. La scelta cadde invece sulla regione della Ruhr, ricca di miniere di carbone, che però stavano progressivamente chiudendo una dopo l'altra lasciando così sul campo molti disoccupati, che avrebbero potuto essere invece assunti per dare man forte al nuovo stabilimento. Venne individuata una zona nei pressi della città di Bochum, circa 250 km a nord di Francoforte, in cui i vertici Opel, assieme alla dirigenza General Motors, pianificarono la costruzione non di uno, ma di due stabilimenti separati, entrambi a Bochum, in modo da risolvere alcuni problemi di spazio che sarebbero risultati altrimenti irrisolvibili.
Nel 1959, in attesa del nuovo modello in fase di progettazione, venne lanciata la Opel 1200, che coniugò la carrozzeria della Olympia Rekord con un motore da 1,2 litri più economico e adatto ad una clientela più attenta alle spese di gestione per una vettura. Una sorta di vettura-cuscinetto con cui colmare provvisoriamente il vuoto presente in gamma, in attesa del nuovo modello. Il progetto fu frutto di una partecipazione del Centro Studi Opel di Rüsselsheim e del General Motors Technical Center di Warren (Michigan). Mentre il progetto relativo alla Kadett A si sviluppava e prendeva forma, nel maggio del 1960 cominciò la costruzione degli stabilimenti di Bochum-Laer e di Bochum-Langendreer. Verranno ultimati il 12 aprile 1962 e verranno inaugurati ad ottobre. Nel frattempo il progetto relativo alla futura Kadett A venne ultimato e la vettura definitiva venne presentata il 20 agosto 1962. Il nome Kadett venne scelto per stabilire una sorta di continuità con la vecchia Kadett non più in produzione da ben ventidue anni.

#### Design esterno ed interno

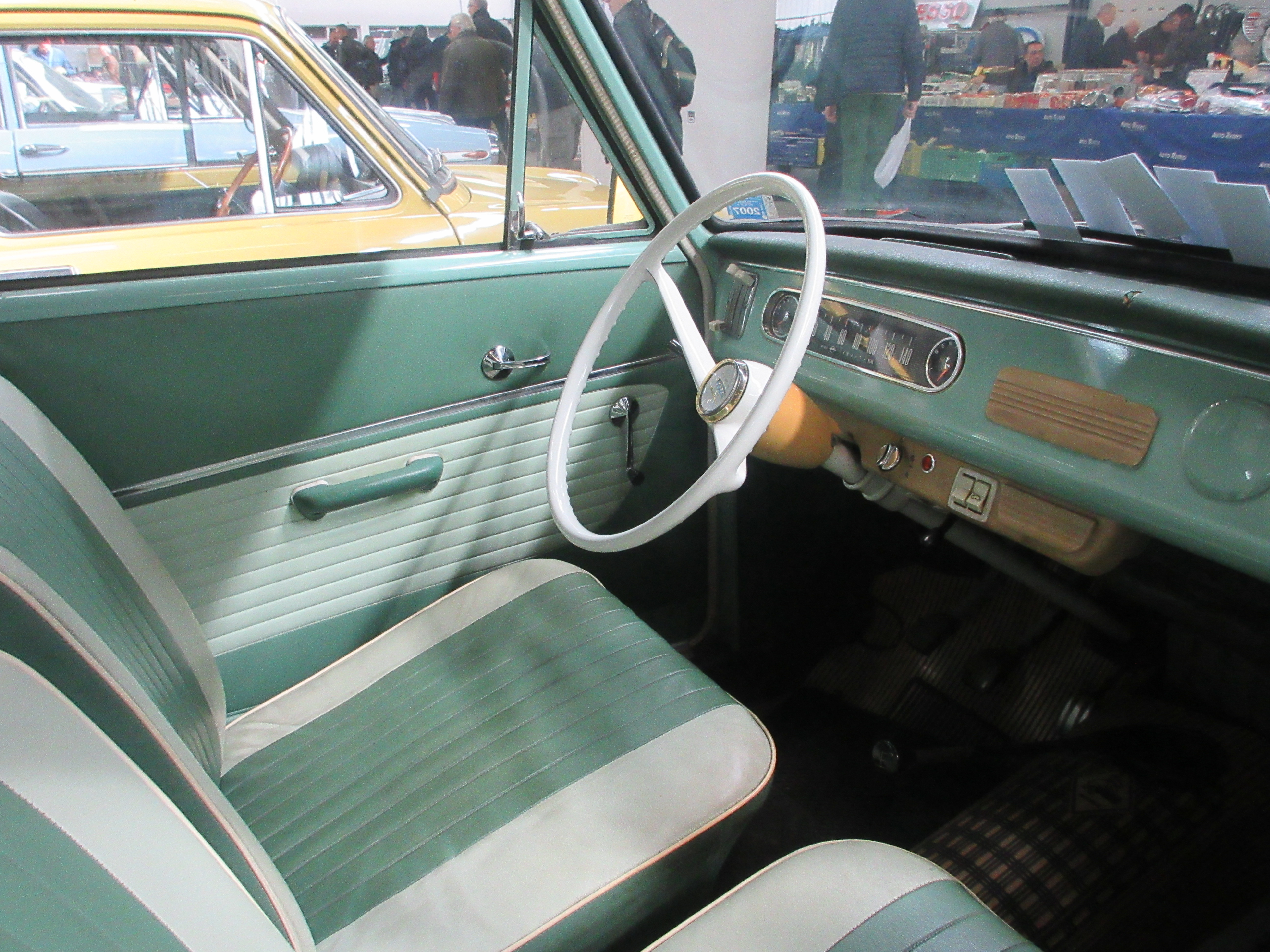
Vista dell'abitacolo e del posto guida di una Kadett A

In ossequio alle mode del periodo, anche la Kadett A propose un corpo vettura dalle linee americaneggianti ma sobrie, squadrate per ottimizzare l'abitabilità interna, ma con spigoli arrotondati, con una coda provvista di un leggero accenno di pinne e di piccoli fari a sviluppo orizzontale, le fiancate percorse ognuna da una modanatura orizzontale cromata che passava circa un palmo sotto la maniglia porta ed un frontale caratterizzato da proiettori tondi e da una calandra a tutta larghezza formata da listelli orizzontali cromati sovrapposti. La parte anteriore della vettura, fra l'altro, riprese il tema della coda, riproponendo il tema delle pinne accennate anche davanti, con un risultato gradevole. L'abitacolo era spazioso per gli standard dell'epoca grazie al sapiente lavoro di ottimizzazione svolto dai designer addetti al progetto. Anche qui lo stile americaneggiante era visibile nei rivestimenti in finta pelle bicolore dei sedili, mentre il posto guida era caratterizzato da un volante a due razze dal disegno semplice e da un cruscotto dal design abbastanza minimalista, a sviluppo orizzontale con un lungo tachimetro ai lati del quale si trovavano il termometro dell'acqua (a sinistra) e quello per il livello della benzina (a destra). All'estrema sinistra della plancia, poi, si trovavano i comandi per la regolazione dell'impianto di riscaldamento. Assai generoso il bagagliaio, della capacità di ben 400 litri, un vero record per l'epoca.

#### Struttura, meccanica e motori

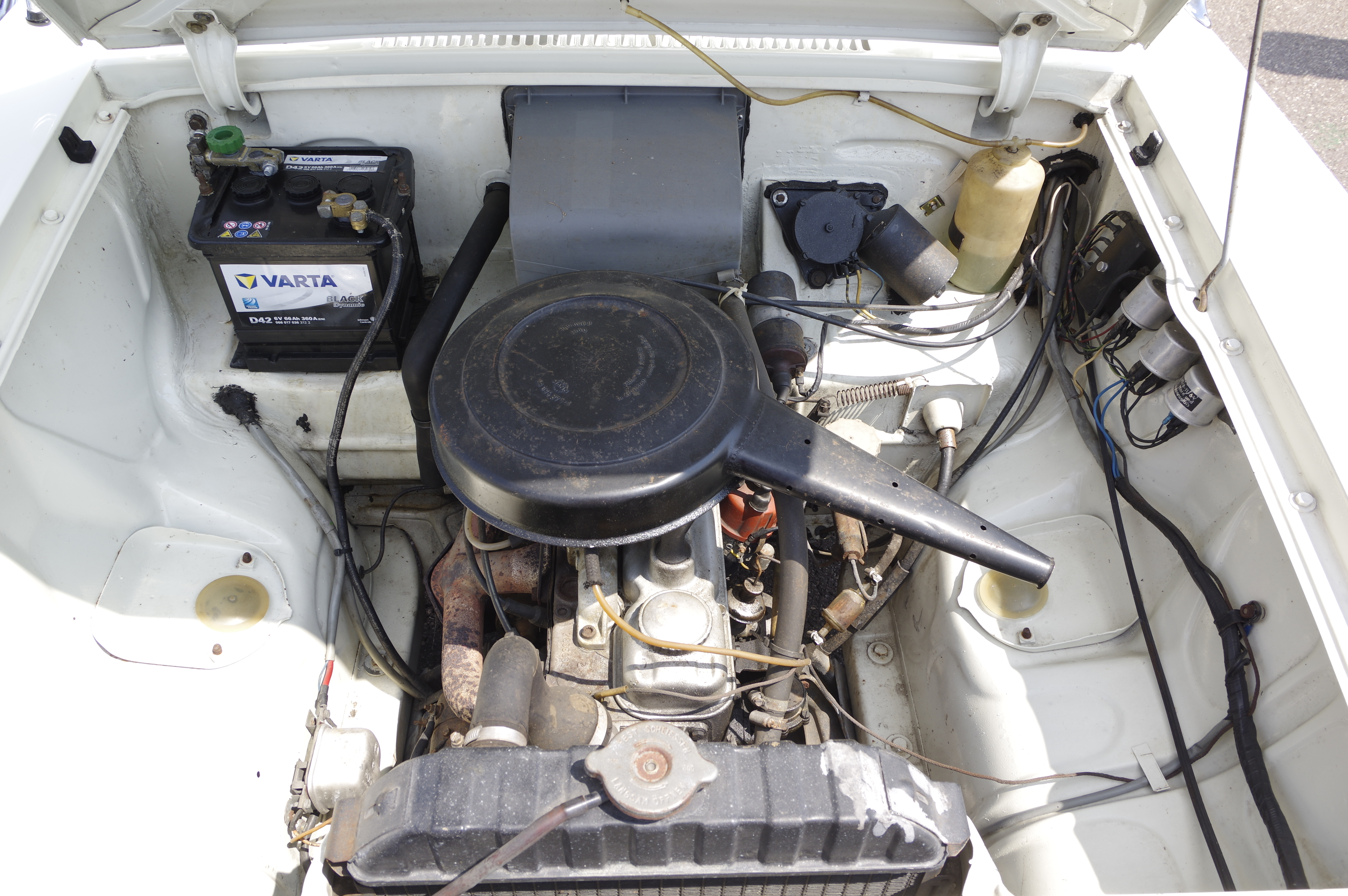
Il vano motore di una Kadett A

La collaborazione del centro progettazioni GM fece sì che la Kadett A risultasse molto leggera, appena 670 kg contro i 737 kg della Ford Anglia, i 730 kg della DKW F11 oppure contro i quasi nove quintali di peso a vuoto della Fiat 1100 D, che in Italia era la concorrente più diretta della nuova nata di casa Opel. La struttura di base della Kadett A era del tipo a scocca portante e lo schema meccanico della vettura era quello tradizionale con motore anteriore longitudinale e trazione posteriore. La meccanica telaistica prevedeva un impianto frenante a quattro tamburi, lo sterzo a cremagliera e il comparto sospensivo comprendente un avantreno a ruote indipendenti ed un retrotreno ad assale rigido, con balestra trasversale davanti e due balestre longitudinali dietro. Il motore della Kadett A era un'unità a valvole in testa da 993 cm3, alimentata a carburatore ed in grado di erogare una potenza massima di 40 CV. Alla realizzazione del nuovo motore contribuì nuovamente anche la GM e più in particolare la Chevrolet. Il cambio era di tipo manuale a 4 marce e forniva la coppia motrice al retrotreno mediante un albero di trasmissione dotato di un solo giunto nella parte posteriore. Tra le innovazioni introdotte con l'arrivo della Kadett A va senz'altro segnalato il fatto che i vari componenti fino a quel momento soggetti ad ingrassaggio periodico non richiedevano più tale operazione.

### Evoluzione

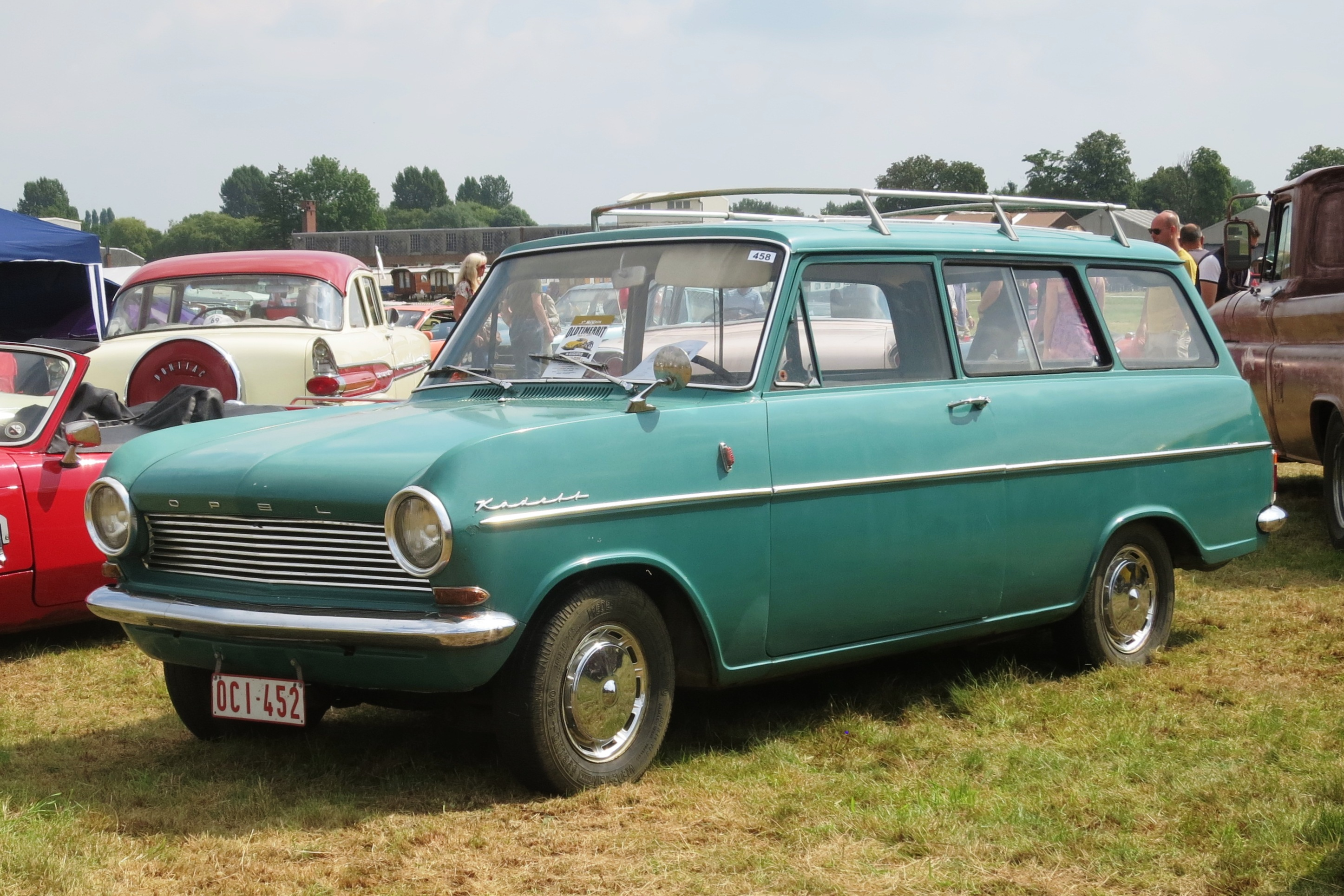
Una Kadett Caravan

La Kadett A fu prevista al suo debutto nella sola carrozzeria di tipo berlina a tre volumi e a due porte, nonché in un unico allestimento piuttosto spartano. Nei primissimi mesi di carriera, la Kadett A venne assemblata in una linea di montaggio provvisoria installata a Rüsselsheim, visto che il nuovo stabilimento di Bochum, sebbene ultimato, doveva ancora essere inaugurato. Solo ad ottobre la produzione fu trasferita nell'impianto renano, dove stavolta la vettura cominciò ad essere prodotta a pieno regime.
Nel marzo del 1963 ecco arrivare la prima novità nella gamma, rappresentata dalla Kadett Caravan, la versione giardinetta dotata di un terzo finestrino laterale, mentre il secondo diviene scorrevole, ma che rimase sempre con due portiere laterali, a cui si aggiunse l'ampio portellone posteriore che dava accesso al generoso bagagliaio. Alta 2 cm in più rispetto alla berlina e larga 13 mm in più, la Kadett Caravan si propose come soluzione ideale per le famiglie che desideravano anche una vettura dai bassi costi di esercizio. Opzionalmente era possibile avere anche un portapacchi sul tetto.
Sette mesi dopo, in ottobre, vi furono tre significative novità: in primis il nuovo allestimento L (per la sola berlina). La nuova Kadett L si distingueva dalla berlina di base per i copriruota cromati a tutta larghezza, per i rostri sui paraurti, per la nuova calandra con scritta Opel e sulla quale sono comparsi anche cinque listelli verticali, per il logo della Casa sul cofano motore e per i proiettori anteriori inseriti in un alloggiamento quadrangolare. La seconda novità consistette nella possibilità di avere il motore potenziato a 48 CV, sia con l'allestimento base che con l'allestimento L, grazie all'aumento del rapporto di compressione da 7,8:1 ad 8,8:1. La terza novità fu l'arrivo della Kadett Coupé: quest'ultima era un modello previsto unicamente con il motore da 48 CV e che per il resto riprendeva per intero trasmissione e meccanica telaistica dalle versioni da 40 CV. La differenza sostanziale con la berlina stava nel ridisegnamento del padiglione, reso più sfuggente. La Kadett Coupé venne prevista solo nell'allestimento L.
Da quel momento non vi furono più altre novità di rilievo per la gamma della Kadett A, che si apprestò così a terminare la sua breve carriera commerciale: la sua produzione andò avanti per altri due anni ad un ritmo sostenuto, circa 1000 esemplari al giorno con punte di oltre 1.100. L'ultimo esemplare uscì dalle linee di montaggio di Bochum nel settembre del 1965.

### Riepilogo caratteristiche
Di seguito vengono riepilogate le caratteristiche relative alla gamma della Kadett A:
| Opel Kadett A (1962-65) |             |        |            |                        |                |               |       |              |                     |                    |                    |                        |
| Modello                 | Carrozzeria | Motore | Cilindrata | Alimentazione          | Potenza CV/rpm | Coppia Nm/rpm | Massa | Velocità max | Acceler. 0–100 km/h | Consumo (l/100 km) | Anni di produzione | Prezzo all’epoca in DM |
| Kadett (40CV)           | Berlina     | 10N    | 993        | Carburatore Opel da 30 | 40/5000        | 72/ 2200-3000 | 670   | 120          | 28"                 | 8                  | 08/1962-09/1965    | 5.075                  |
| Kadett (40CV)           | Caravan     | 10N    | 993        | Carburatore Opel da 30 | 40/5000        | 72/ 2200-3000 | 735   | 120          | 28"                 | 8                  | 03/1963-09/1965    | 5.445                  |
| Kadett (48CV            | Berlina     | 10S    | 993        | Carburatore Opel da 36 | 48/5400        | 72/ 2800-3600 | 670   | 133          | 19"                 | 8,5                | 10/1963-09/1965    | 5.225                  |
| Kadett (48CV            | Caravan     | 10S    | 993        | Carburatore Opel da 36 | 48/5400        | 72/ 2800-3600 | 735   | 130          | 19"                 | 8,5                | 10/1963-09/1965    | 5.595                  |
| Kadett L (40CV)         | Berlina     | 10N    | 993        | Carburatore Opel da 30 | 40/5000        | 72/ 2200-3000 | 690   | 120          | 28"                 | 8                  | 10/1963-09/1965    | 5.525                  |
| Kadett L (48CV)         | Berlina     | 10S    | 993        | Carburatore Opel da 36 | 48/5400        | 72/ 2800-3600 | 690   | 133          | 19"                 | 8,5                | 10/1963-09/1965    | 5.675                  |
| Kadett L (48CV)         | Coupé       | 10S    | 993        | Carburatore Opel da 36 | 48/5400        | 72/ 2800-3600 | 690   | 133          | 19"                 | 8,5                | 10/1963-09/1965    | 5.775                  |